# 부름스바흐 수도원
부름스바흐 수도원(독일어: Kloster Mariazell-Wurmsbach)은 스위스 장크트갈렌주의 라퍼스빌-요나 지역인 볼링엔에 위치한 시토회 수녀원이다. 취리히 호수 상류의 북쪽 해안에 위치해 있다. 저택은 공동 준수 시토회(O.Cist.)의 일부이다.

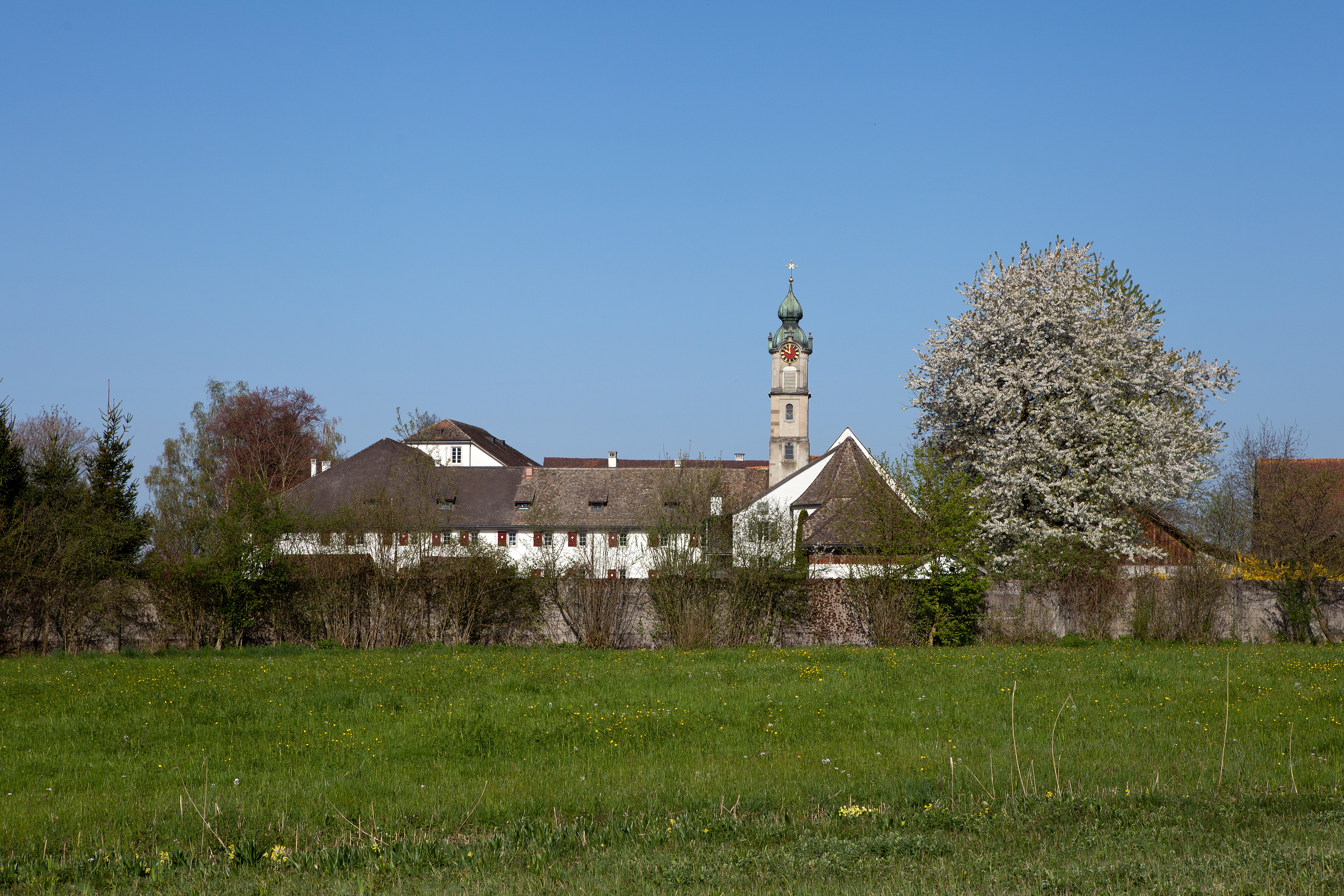
마리아첼-부름스바흐 수도원(2011년 4월)

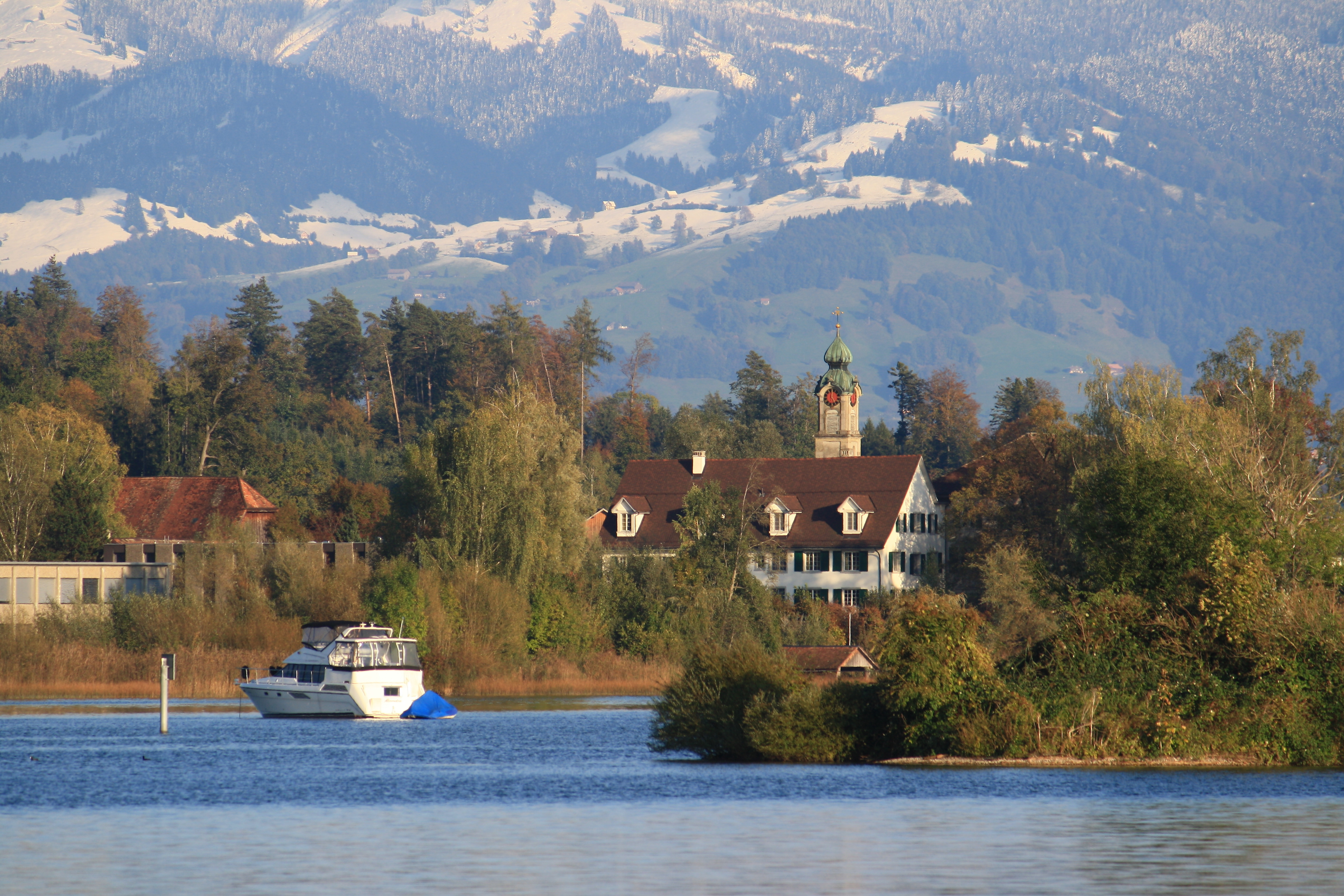
요나에서 본 풍경(2009년 10월)

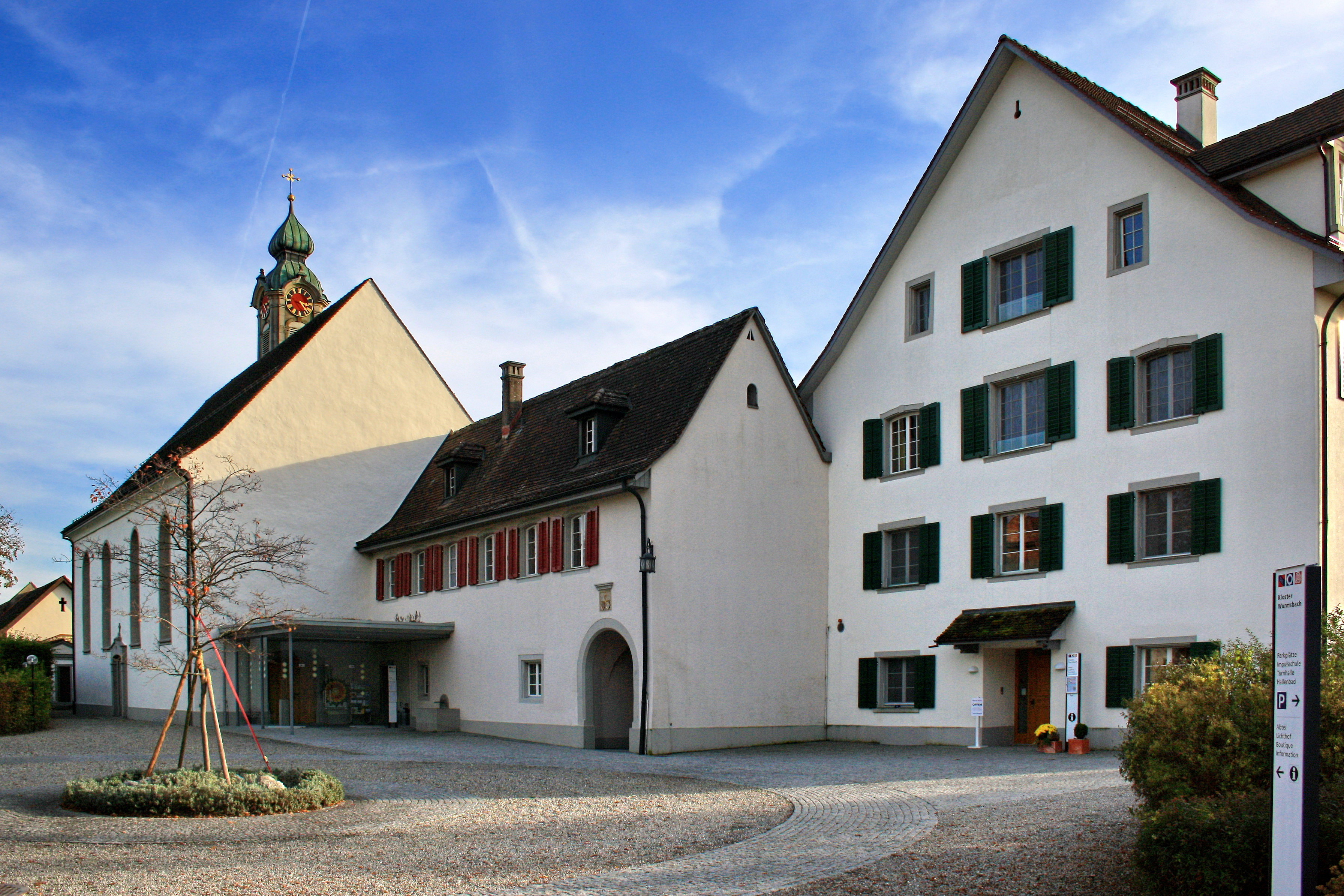
교회와 포털 (2009년 10월)

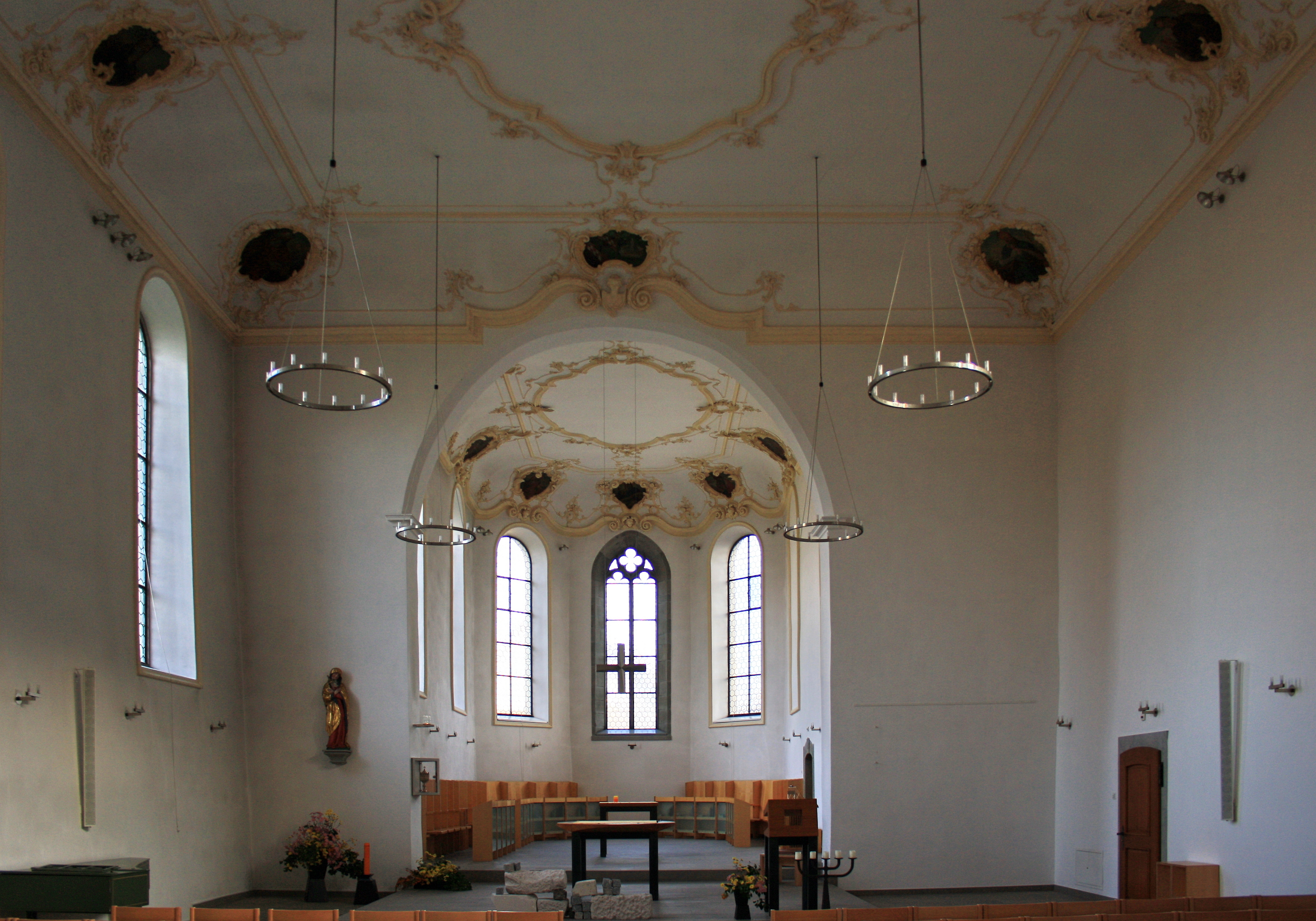
교회 내부 (2009년 10월)

## 역사
라퍼스빌의 백작 루돌프는 1259년에 그의 부름스바흐성과 함께 종교적인 집의 기초를 위해 상당한 면적의 땅을 주었고 수도원이 세워졌다. 그것은 처음에 베팅엔에 있는 베팅엔 수도원의 시토회 수도사들의 종속이었다. 수도원 교회는 1281년에 봉헌되었다. 볼링거 잔트슈타인은 전용 채석장에서 수도원 건설에 사용되었다.
엘리자베트 폰 라퍼스빌은 1309년 4월 10일 라퍼스빌성에서 사망했으며, 부름스바흐 수녀원에 묻혔을 수 있다. 오버제 호숫가 그녀의 동생 핀첸츠와 그녀의 어머니의 무덤은 수녀원에서 발굴되었지만, 엘리자베트의 무덤은 지금까지 발견되지 않았다.
1656년 제1차 빌메르겐 전쟁과 1799년 프랑스 혁명군이 이 지역을 점령하는 동안 수녀들은 도망칠 수밖에 없었다. 두 경우 모두 수도원이 완전히 약탈당했고, 보물이 거의 남지 않았다.
2011년 현재, 시토회의 모니카 품 수녀원장이 이끄는 공동체에는 15명의 수녀가 있다.

## 볼거리
수도원은 호수 쪽의 위치로 유명하다. 취리히 호수 상류를 내려다보고 있으며, 교회는 역사적으로 중요한 건물로 등록되어 있다.

## 사회 활동
수녀들은 여학생들을 위한 중등 기숙 학교를 운영한다. 원예는 수도원이 소유한 땅이 상당하기 때문에 시간이 많이 걸린다. 정원은 재배된 약초로 유명하다.

## 국가중요문화재
이 건물은 스위스의 국가 및 지역 중요 문화재 목록에 지역 중요 등급 B 대상으로 등재되어 있다.